# Hat Yai
Hat Yai (tiếng Thái: หาดใหญ่; cũng gọi Haad Yai) là thành phố phía nam Thái Lan, gần biên giới Malaysia. Tọa độ địa lý: 7°1′B 100°28′Đ / 7,017°B 100,467°Đ. Với dân số năm 2005 là 155.585 ở khu vực thành phố và 700.000 người ở vùng đô thị, Hat Yai là thành phố lớn nhất Tỉnh Songkhla và thường bị nhầm lẫn là tỉnh lỵ tỉnh này.
Tên gọi Hat Yai là viết tắt của "Ma Hat Yai", có nghĩa là cây Ma Hat.
Trường đại học Hoàng tử Songkla có khu trường sở (campus) lớn nhất ở Hat Yai.

## Giao thông vận tải
Thành phố này có sân bay Quốc tế Hat Yai.
Nhà ga xe lửa Hat Yai, nhà ga lớn nhất là một nhà ga đường sắt quốc tế ở nam Thái Lan, thông qua 28 chuyến tàu khách mỗi ngày (26 của Đường sắt Thái Lan và 2 của Đường sắt Malaysia).
Một đường sắt song song nữa là tuyến Đường sắt cao tốc châu Á (AH2) bắt đầu từ Hat Yai và chạy dọc theo bờ biển phía đông của Bán đảo Malaysia.

## Cơ cấu dân số
Hat Yai có tỷ lệ dân Đạo Hồi và người gốc Hoa nhiều bất kỳ thành phố lớn tương đương nào khác của phía bắc Thái Lan.

## Lịch sử
Tên ban đầu của Hat Yai là Khok Sa-Met Choon, đây là một ngôi làng nhỏ cho đến khi tuyến đường sắt phía nam được xây dựng ở đây. Đoạn đường sắt giao nhau giữa thị xã Songkhla và tuyến chính đầu tiên được đặt ở khu vực Utapao nhưng sau đó được di dời về Khok Su-Met Choon năm 1922 khi khu vực Utapao trở nên hay bị lũ lụt. Khok Su-Met Choon chỉ có 4 khu nhà ở vào thời đó nhưng do đầu tư của Khun Niphatchinnkhon (謝枢泗, Jia Gi Si, 1886-1972, Hakkian Người Hoa), nhà thầu xây đường sắt nối Nakhon Si Thammarat đến Pattani, Khok Su-Met Choon nhanh chóng phát triển thành một thị trấn.